# Jan Wagner (Politiker)

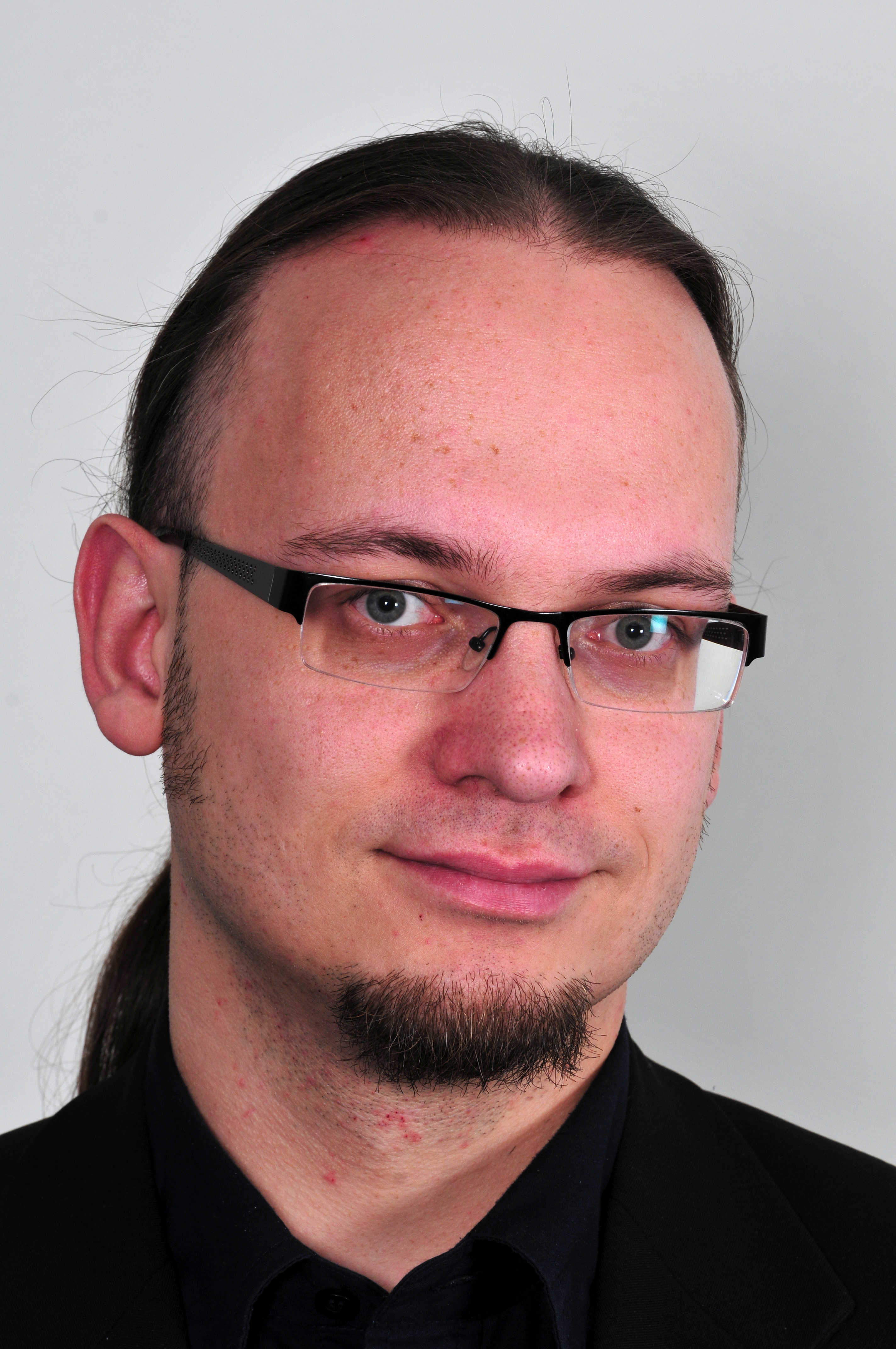
Jan Wagner 2012

Jan Wagner (* 18. Juni 1985 in Naumburg (Saale)) ist ein deutscher Politiker der Partei Die Linke. Von April 2011 bis März 2016 war er jüngstes Mitglied des Landtages von Sachsen-Anhalt.

## Leben
Jan Wagner wurde im Juni 1985 in Naumburg (Saale) geboren. Er absolvierte sein Abitur 2005 am Naumburger Domgymnasium. Seitdem studiert er an der Martin-Luther-Universität Halle-Wittenberg Bioinformatik.

## Politisches Engagement
Wagner begann seine politische Arbeit 2002 mit dem Eintritt den Jugendverband [’solid] – die sozialistische jugend. In diesem war er unter anderem vier Jahre als Landeskoordinator des Landesverbandes Sachsen-Anhalt tätig. 2006 trat der der damaligen Linkspartei.PDS ein.
Zudem arbeitet Wagner im ADFC sowie dem Friedenskreis Naumburg mit. Er ist Mitglied der Versammlung der Landesmedienanstalt Sachsen-Anhalt.

## Abgeordnetentätigkeit
Von 2004 bis 2009 und seit 2014 ist Wagner Stadtrat in der Linksfraktion Naumburg. Zur Landtagswahl am 20. März 2011 kandidierte Wagner im Wahlkreis 44 (Naumburg) direkt und erreichte den zweiten Platz hinter Daniel Sturm. Von April 2011 bis März 2016 war Wagner Mitglied des 6. Landtages des Landes Sachsen-Anhalt. In der Fraktion der Linken war er Sprecher für Netzpolitik und moderne Kommunikationstechnologien. Bei der Landtagswahl in Sachsen-Anhalt 2016 verpasste er den direkten Einzug über ein Direktmandat erneut und schaffte es diesmal auch nicht über einen Listenplatz in den Landtag.